# Igła w Banówce
Igła w Banówce (słow. Baníkovská ihla) – turnia o wysokości 2096 m n.p.m. wznosząca się w grani głównej Tatr Zachodnich. Znajduje się pomiędzy Banówką (2179 m) a nienazwaną skalną czubą (2100 m), za którą grań obniża się na Przełęcz nad Zawratami (2069 m).
Najłatwiejsze wejście na Igłę w Banówce to droga wspinaczkowa o II stopniu trudności w skali UIAA, prowadząca z siodełka w grani na wschód od turni. Czerwono znakowany szlak turystyczny omija turnię po południowej stronie.